# 葛根庙屠杀

事發地葛根廟鎮今屬中華人民共和国内蒙古自治区興安盟

葛根廟会战（又称葛根庙事件），是指1945年8月14日在滿洲國興安總省葛根廟（現在中華人民共和国内蒙古自治区興安盟烏蘭浩特市葛根廟鎮）发生的一千多名的日本关东军军属被东北抗联和苏联红军虐殺的事件。

## 经过

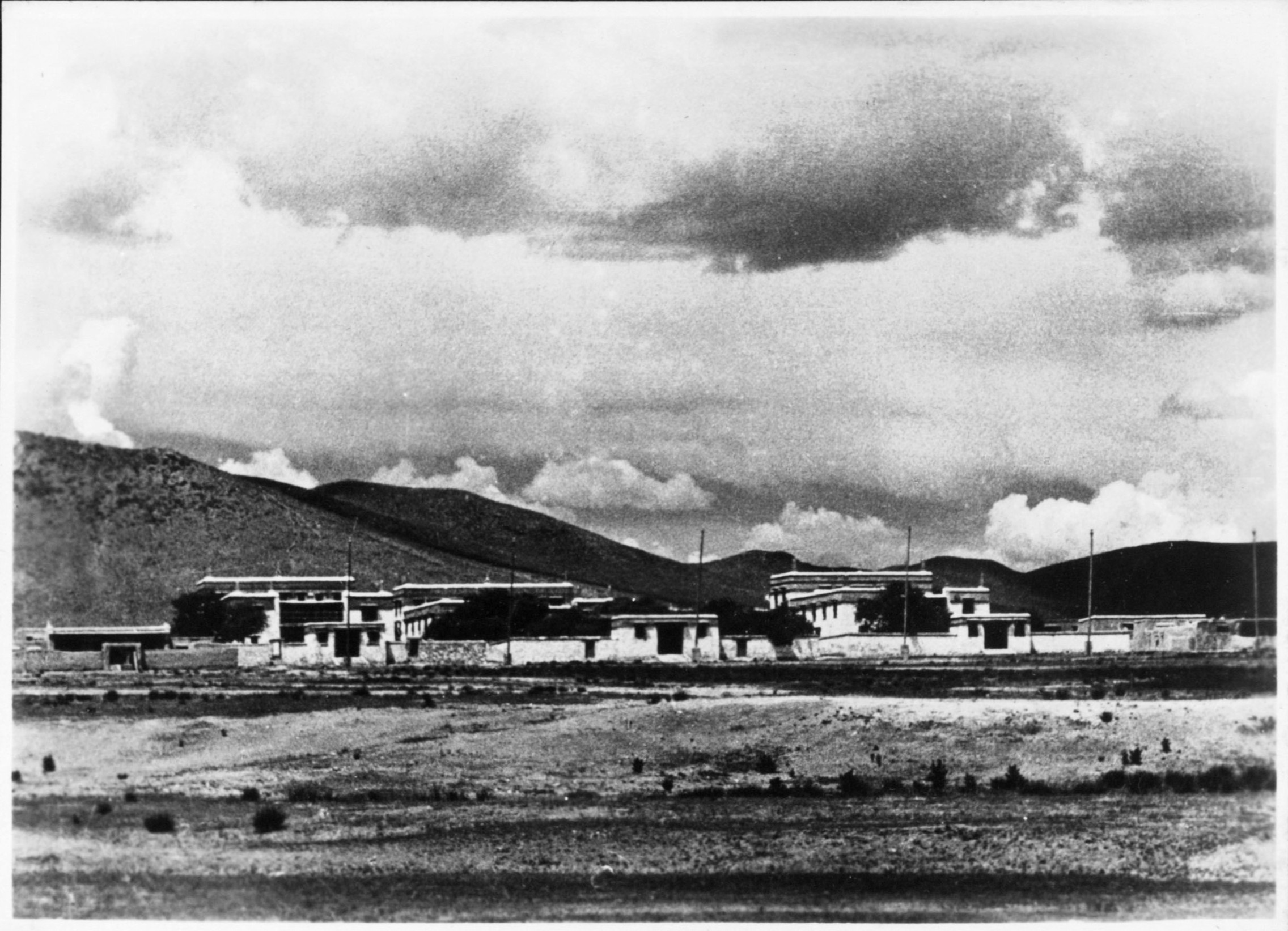
满洲国时期的葛根廟

8月14日上午11時40分，在日本军属护送队經過 葛根廟丘陵一带时，遭遇了一支拥有有14辆T-34坦克和20辆半履带车的苏军部队，浅野参事官自知不敌，便举白旗上前投降，结果被無視戰爭原則的蘇軍開火以机关枪打死，苏军接着就开始对丘陵上的人们开火，坦克还追上来碾压幸存者。苏军每次都杀了一阵就先回去补充弹药和补给，等日军后退后就又上前追击。同时苏联车载步兵还上来用刺刀捅死发现的幸存者。两小时后一千多人战死，经此时只剩下一百数十幸存者。幸存者也多由于被打伤、被坦克压伤、或是家人已经不在而自杀。死者中有两百名興安街在満国民学校学生。
东北抗日民主联军进行了不断的追袭战，逃跑的日军多有被剥得一丝不挂者，也有幸存者逃亡到河中淹死者。。有一名女性被苏军杀死了孩子后又被中国人剥光并把乳房割掉。抗联的自由战士由于缺乏重火力只能使用冷兵器对拥有重火力的日军展开进攻，关东军溃败后被迫留下随行的家属，之後中國人棒打带着小孩的母亲将小孩夺走。并且从守护小孩的大人身边夺走成群的小孩。在当地的市场上，日本人男孩的价格是300日元，女孩500日元。
有不少中国军民擄掠日军留下的女性当老婆。这支行动队就有孤儿成了中国残留日本人。

## 相关
- 牡丹江事件
- 庙街事件
- 麻山事件

## 相關作品
- 大櫛戊辰. . 東葛商工新聞社. 1976年8月. ASIN B000J6NAVG （日语）.
- 大櫛戊辰. . 崙書房出版. 1996年6月. ISBN 4845510286 （日语）.
- 読売新聞大阪本社社会部. . 新風書房. 1992. ISBN 4882691981 （日语）.
- 藤原作弥. . 現代教養文庫. 社会思想社. 1995年12月. ISBN 4-390-11561-8 （日语）.
- 藤岡信勝、自由主義史観研究会. . 産経新聞社. 1996年8月. ISBN 4594020402 （日语）.
- 半藤一利. . 文藝春秋. 2002年8月. ISBN 4167483114 （日语）.

## 外部連結
- 私の8・15＜1＞葛根廟事件 戦争はもうたくさん 母は頭に銃弾を浴びていました 川内光雄さん 西日本新聞 20050719付 朝刊掲載
- 藤原作弥日本銀行副総裁講演会「戦後60年 私の中の昭和史」（日本銀行鳥取事務所開設60周年記念 2005年9月13日）